# Acid Dreams
Acid Dreams: The Complete Social History of LSD: the CIA, the Sixties, and Beyond, originalmente lançado como Acid Dreams: The CIA, LSD, and the Sixties Rebellion, é um livro de não ficção 1985 de Martin A. Lee e Bruce Shlain, no qual os autores documentam a história social de 40 anos da dietilamida do ácido lisérgico (LSD), começando com sua síntese por Albert Hofmann da Sandoz Pharmaceuticals em 1938. Durante o período da Guerra Fria no início dos anos 1950, o LSD foi testado como um soro da verdade para interrogatório pela comunidade militar e de inteligência dos Estados Unidos. Os psiquiatras também o usaram para tratar a depressão e a esquizofrenia. Sob a direção de Sidney Gottlieb, a droga foi usada pela Central Intelligence Agency (CIA) em cooperação com "faculdades, universidades, fundações de pesquisa, hospitais, clínicas e instituições penais participantes". O LSD foi testado em "prisioneiros, pacientes mentais, voluntários e seres humanos inocentes".
Em meados da década de 1950, muitos intelectuais começaram a experimentar o LSD. Alfred Matthew Hubbard apresentou a droga a Aldous Huxley em 1955 e Timothy Leary começou a tomá-la em 1962. Em 1963, o LSD havia escapado do laboratório e se tornado popular como uma droga recreativa legal com a contracultura emergente. Lee e Shlain argumentam que o LSD influenciou os movimentos sociais da década de 1960. O Movimento pela Liberdade de Expressão começou em 1964, seguido pela ampla disponibilidade de ácido nas ruas em 1965, pelo nascimento do movimento hippie em 1966 e pelo crescente movimento antiguerra associado à Nova Esquerda. Em resposta a perguntas de jornalistas sobre uma "operação massiva e ilegal de inteligência doméstica" por parte da administração Nixon, foram realizadas audiências governamentais na década de 1970. As investigações da Comissão Rockefeller (1975), da Comissão Church (1976) e a divulgação de documentos desclassificados sob a Lei de Liberdade de Informação em 1977, que levou a novas audiências no Senado naquele mesmo ano, revelaram informações sobre experiências com LSD pela primeira vez.
O livro está dividido em duas partes, sendo a primeira parte baseada em muitas das audiências públicas, relatórios e arquivos desclassificados. A primeira parte, "As raízes da psicodelia", discute as pesquisas pioneiras da comunidade de inteligência, militar, científica e acadêmica. A segunda parte, "Acid for the Masses", discute o movimento hippie e os efeitos do LSD na contracultura. Desde seu lançamento inicial em 1985, o livro recebeu críticas em sua maioria positivas. Uma edição revisada foi publicada pela Grove Atlantic em 1992, com uma nova introdução do ensaísta Andrei Codrescu.

## Plano de fundo
O químico suíço Albert Hofmann sintetizou o LSD pela primeira vez nos Laboratórios Sandoz em 1938, enquanto procurava por derivados medicinais de alcaloides do ergot, mas seu uso potencial como psicodélico não foi descoberto até 1943. A Sandoz disponibilizou o LSD como droga psiquiátrica em 1947. Na Segunda Guerra Mundial, sob a direção de William J. Donovan, o Escritório de Serviços Estratégicos (OSS) fez experiências com a cannabis como soro da verdade, mas foi um fracasso. A Marinha dos Estados Unidos ficou interessada em testar a mescalina como uma droga de verdade depois de descobrir que ela era usada em prisioneiros do campo de concentração de Dachau. De 1947 a 1953, a Marinha fez experiências com testes de mescalina e vários medicamentos diferentes em seres humanos no Projeto CHATTER.
Na década de 1940, a Central Intelligence Agency (CIA) começou a experimentar diferentes técnicas de interrogatório – uma usava sedativos para induzir um estado de transe, enquanto outra usava duas drogas diferentes, como uma para cima e uma para baixo. O diretor Roscoe H. Hillenkoetter autorizou fundos para um projeto secreto de controle mental denominado Projeto BLUEBIRD, que se tornou o Projeto ARTICHOKE em 1951. O Projeto MKULTRA, uma operação secreta de pesquisa dirigida pela Divisão de Inteligência Científica da CIA, começou a fazer experiências com engenharia comportamental humana em 1953. O LSD tornou-se ilegal em 1966. Os testes de drogas da CIA em várias formas continuaram até 1967. O LSD foi listado como uma droga de Classe I em 1970.
Em 1974, o jornalista do The New York Times Seymour Hersh, recorrendo a uma fonte governamental, acusou a CIA de "violar diretamente o seu estatuto" e de conduzir "uma operação massiva e ilegal de inteligência doméstica durante a administração Nixon contra o movimento antiguerra e outros grupos dissidentes nos Estados Unidos". A Comissão Rockefeller foi formada em 1975 para responder a estas acusações. A comissão descobriu que a CIA destruiu 152 arquivos que documentavam testes de LSD em 1973 para evitar o conhecimento público da ilegalidade. Depois de 1975, a mídia começou a divulgar amplamente como a CIA testou o LSD como uma "arma de controle da mente".
Em 1976, a Comissão Church relatou que, de 1954 a 1963, a CIA "captou aleatoriamente clientes desavisados em bares nos Estados Unidos e colocou LSD em suas comidas e bebidas". Em 1977, um pedido da Lei de Liberdade de Informação descobriu um esconderijo de 20.000 documentos relacionados com o Projeto MKULTRA, o que levou a uma subsequente audiência conjunta entre a Comissão Selecionada do Senado sobre Inteligência e a Subcomissão do Senado sobre Saúde e Investigação Científica em agosto de 1977.

## Desenvolvimento
O jornalista investigativo Martin A. Lee tinha 14 anos durante o auge do movimento contracultural da década de 1960; sua motivação pessoal para escrever o livro foi estimulada por sua tentativa de compreender a si mesmo e a cultura da qual fazia parte naquela época. Seu interesse inicial no assassinato de Kennedy o levou a trabalhar com o Assassination Information Bureau, um grupo ativista fundado por Carl Oglesby. Enquanto o grupo buscava pistas sobre os assassinatos de JFK e Oswald, Lee buscou um ângulo diferente envolvendo testes de drogas e controle mental, o que eventualmente o levou a pesquisar as relações – mas não necessariamente qualquer conspiração – entre a CIA, os testes de drogas e a contracultura da década de 1960.
Com mais pesquisas, Lee descobriu uma série de relações sobrepostas envolvendo a CIA, o Exército, a comunidade científica e psiquiátrica e a cultura literária, bem como o movimento Beat. Lee afirma que a "CIA foi uma parteira involuntária do nascimento da geração do ácido". O papel da CIA, supõe Lee, foi apenas um dos muitos responsáveis pela emergência da contracultura dos anos 60, "uma mistura de todas estas correntes divergentes".
Lee e o escritor Bruce Shlain usaram aproximadamente 20.000 páginas de documentos não confidenciais obtidos através da Lei de Liberdade de Informação como fonte para seu material da CIA e de experimentos militares com drogas. Lee morava em Washington, D. C. na época em que o livro foi publicado.

## Publicação
Acid Dreams foi publicado pela Grove Press em 1985 e pela MacMillan UK (Londres) em 2001. O livro esteve na lista dos mais vendidos do San Francisco Chronicle por seis semanas. Edições em língua estrangeira de Acid Dreams foram publicadas na França, Tchéquia e Espanha. Em 1992, a Grove Atlantic publicou uma edição revisada com uma nova introdução do ensaísta Andrei Codrescu intitulada "Whose Worlds are These?", uma peça sobre um verso do poema de Robert Frost, "Stoping by Woods on a Snowy Evening". Frost disse que escreveu o poema "sobre a noite de neve e o cavalinho como se eu tivesse tido uma alucinação".

## Recepção
O historiador Richard H. Immerman, ex-vice-diretor assistente de Inteligência Nacional do Departamento de Estado dos Estados Unidos, criticou o livro por focar demais na história social da cultura das drogas e não o suficiente na história do envolvimento da CIA. O médico e escritor médico Andrew Weil elogiou o livro por sua narrativa "envolvente" e por mostrar "a cumplicidade do governo no problema das drogas". Tanto o psicoterapeuta Robert Leverant quanto o bibliotecário Jack Forman chamaram o livro de "bem pesquisado". No entanto, Forman criticou a extensão geral do livro e sua prosa confusa. Forman também achava que faltava análise ao tema do LSD, com os autores recorrendo, em vez disso, à apologética. O filósofo Duff Waring, da Universidade de York, chamou o livro de uma "excelente adição à história da psicodelia" e descreveu a primeira parte sobre os arquivos desclassificados da CIA como "escritos de maneira rigorosa e de primeira classe".